# Les Avatars (bande dessinée)
Pour les articles homonymes, voir Avatar.
Les Avatars est une série de bande dessinée humoristique française écrite par Pierre Veys et dessinée par Bruno Bazile.  Publiée par les éditions Dargaud, elle comprend trois volumes parus en 2002, 2003 et 2004.

## Synopsis
Les Avatars sont des êtres anthropomorphes, bizarres, d'origine inconnue, apparus spontanément un à un sur le même lieu, dans la région des Grampians (Écosse), à la fin des années sixties.  A priori dociles et de bonne volonté mais au comportement imprévisible, ne s’exprimant que par des “omph”, ils sont malgré tout jugés aptes à s’intégrer dans la société britannique… sous la surveillance et la protection toutefois d’un groupe spécialement dédié d’agents officiels : les coordinateurs. De bonne tenue et dotés du célèbre flegme britannique, ces derniers doivent faire face à la concurrence d’une équipe étrangère aux manières plus rudimentaires : les agents français. Puis, un jour, au même point d’arrivée, apparaît mystérieusement, non pas un avatar, mais un homme de Néandertal… dont les qualités et le charisme vont rapidement charmer l’Angleterre,,.

## Titres parus
1. Des champs de fraises pour toujours, avril 2002, 49 pages,  (ISBN 2-205-05179-2)[1],[5].
2. La Balade de John, janvier 2003, 49 pages,  (ISBN 2-205-05318-3)[3].
3. Thames Machine (La machine à remonter la Tamise), février 2004, 49 pages,  (ISBN 2-205-05396-5)[6],[4].

## Caricatures et parodies
La série fourmille de clins d’œil à quelques célèbres représentants de la culture populaire des années 1960-1970, notamment Les Beatles. Ainsi, le tome 1, Des champs de fraises pour toujours, tire directement son titre (par traduction) de l’album Strawberry fields forever des Beatles, tandis que sa couverture parodie la pochette de l’album Abbey Road du même groupe. Le tome 2, La Balade de John (qui peut évoquer la chanson The_Ballad_of_John_and_Yoko), caricature en couverture les quatre membres du groupe dont l’un n’est autre que John (le néandertalien). Quant au tome 3, Thames Machine (La machine à remonter la Tamise), il présente une couverture totalement blanche... comme le fut l’album blanc des Beatles . Prêtent aussi leurs traits (caricaturés) aux protagonistes des trois albums : les Rolling Stones, les acteurs de la série télévisée Amicalement vôtre, ainsi que les acteurs français Louis de Funès, Bernard Blier, Christian Marin, parmi d’autres...